# Боко Димитров
Борислав Димитров (11 ноември 1951 – 28 март 2013), по-известен като Боко Димитров, е български футболист, защитник. Почти цялата му състезателна кариера преминава в Локомотив (София).

## Биография
Боко Димитров израства в школата на Локомотив (София), а след обединението със Славия през януари 1969 г. за известно време е и в ЖСК Славия. На 19-годишна възраст влиза в казармата и заиграва в Родопа (Смолян). Носи фланелката на тима около 2 години, докато отбие военната си служба.
В началото на 1973 г. Димитров се завръща в Локомотив (София) и дебютира в А група. До края на сезон 1972/73 изиграва 8 мача в първенството. Участва също и в 5 мача в турнира за Балканската купа, където „железничарите“ триумфират с трофея. Остава в клуба до лятото на 1981 г., записвайки общо 275 мача с 10 гола – 228 мача с 9 гола в А група, 29 мача с 1 гол за купата, както и 18 мача в евротурнирите (4 в КЕШ, 7 в Купата на УЕФА, 2 в КНК и 5 в Балканската купа). Основен стълб в защитата на Локомотив в шампионския сезон 1977/78, в който тима печели титлата в България.
В периода между 1981 г. и 1983 г. е футболист на гръцкия Ираклис. Изиграва 41 мача и вкарва 4 гола в местната елитна дивизия Алфа Етники, след което прекратява състезателната си кариера.

## Статистика по сезони
Включени са само мачовете от първенството.
| Сезон   | Отбор          | Първенство  | Мачове | Голове |
| ------- | -------------- | ----------- | ------ | ------ |
| 1972/73 | Локомотив (Сф) | A група     | 8      | 0      |
| 1973/74 | Локомотив (Сф) | A група     | 29     | 0      |
| 1974/75 | Локомотив (Сф) | A група     | 30     | 2      |
| 1975/76 | Локомотив (Сф) | A група     | 29     | 2      |
| 1976/77 | Локомотив (Сф) | A група     | 26     | 2      |
| 1977/78 | Локомотив (Сф) | A група     | 29     | 0      |
| 1978/79 | Локомотив (Сф) | A група     | 25     | 0      |
| 1979/80 | Локомотив (Сф) | A група     | 26     | 2      |
| 1980/81 | Локомотив (Сф) | A група     | 20     | 1      |
| 1981/82 | Ираклис        | Алфа Етники | 30     | 4      |
| 1982/83 | Ираклис        | Алфа Етники | 11     | 0      |

## Успехи
Локомотив (София)
- А група –  Шампион: 1977/78
- Балканска купа –  Носител: 1973